# Узречье (Бешенковичский район)
Узречье (бел. Узрэ́чча) — деревня в Бешенковичском районе Витебской области Беларуси. Входит в состав Улльского сельсовета.

## География
Рядом дорога Н-2063.
Ближайшие населённые пункты Дубище (Бешенковичский район), через реку Западная Двина — Лобейки (Шумилинский район) и др.

### Гидрография
Река Западная Двина.

## История
В 1906 году в Улльской волости Лепельского уезда Витебской губернии.
До 17 июля 1964 года деревня входила в состав Сокоровского сельсовета.

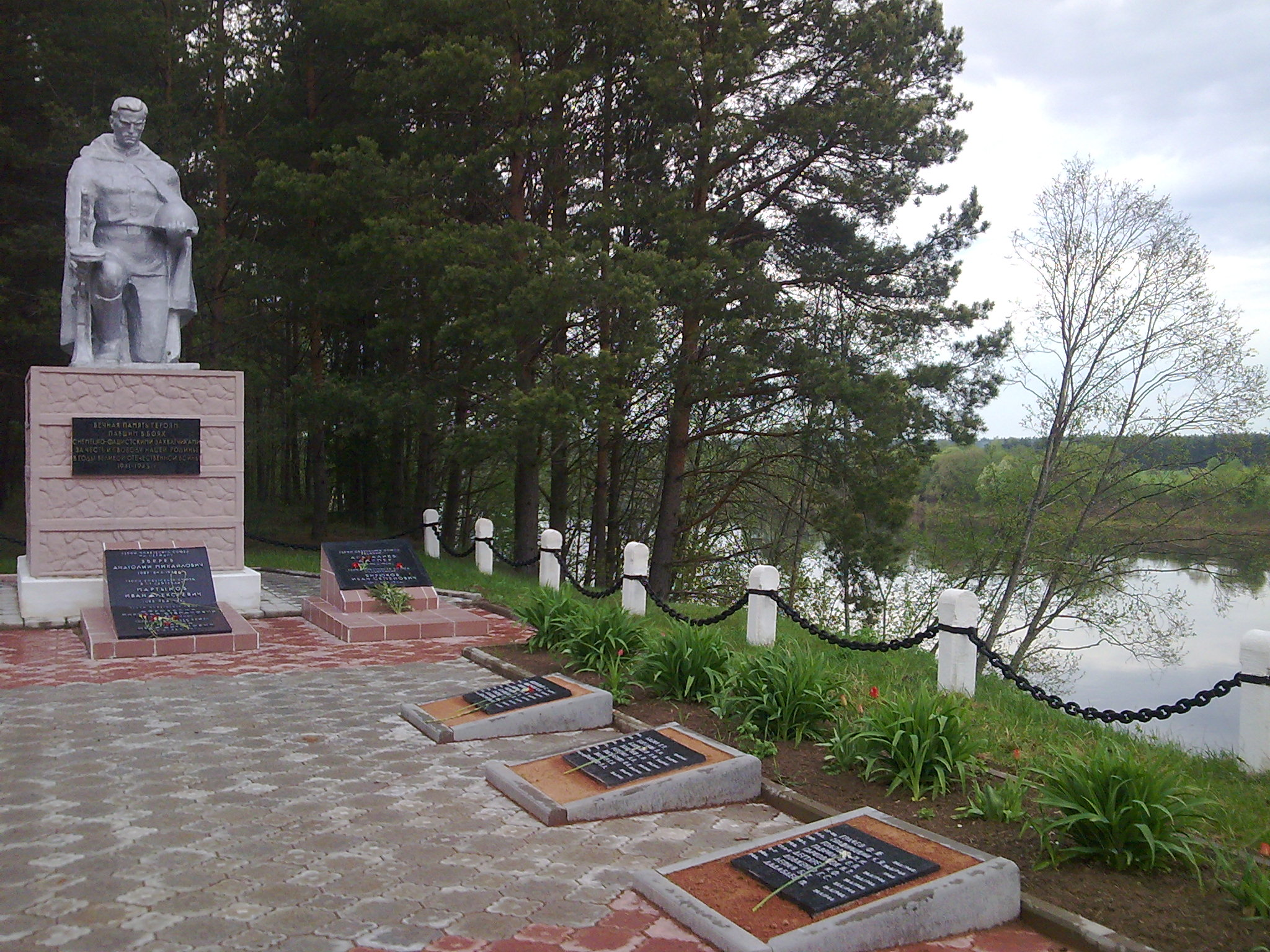
Мемориальный комплекс

## Население

### Численность
- 2009 год — 11 жителей

### Динамика
- 1906 год — 9 дворов[2]
- 2009 год — 11 жителей (перепись населения)[2]

## Достопримечательность
- В 1 км в направлении на запад от деревни военные могилы 111 советских воинов, погибших в боях за освобождение территории Бедаруси в период Великой Отечественной войны. Среди похороненных — Герои Советского Союза Д. Асаналиев, И. С. Бирюков, Н. С. Доровский, А. М. Зверев, И. А. Мартынов, И. А. Плякин, В. Д. Солонченко, М. П. Хватков и др.[4]